# Drepanulatrix lutearia
Drepanulatrix lutearia là một loài bướm đêm trong họ Geometridae.